# Rolf Baehre
Rolf Karl Paul Wilhelm Baehre, född 28 februari 1928 i Hannover, död 31 maj 2005 i Baden-Baden, var en tysk-svensk väg- och vattenbyggnadsingenjör.
Baehre, som var son till byggmästare Karl Baehre och Irmgard Wichmann, utexaminerades från tekniska högskolan i Hannover 1954 samt blev teknologie licentiat vid Kungliga Tekniska högskolan 1957 och teknologie doktor 1968. Han blev konstruktör hos HSB 1954, vid Arne Johnson ingenjörsbyrå från 1958, var biträdande lärare på institutionen för brobyggnad 1963–1969 och professor i stålbyggnad vid Kungliga Tekniska högskolan från 1971 (tillförordnad 1969–1971). År 1978 blev han professor i stål- och lättbyggnadsteknik vid Universität Karlsruhe. Han författade skrifter i bland annat bro- och stålbyggnad, aluminiumkonstruktioner och lättbyggnadsteknik.